# Akademia im. Hennesa Weisweilera
Akademia im. Hennesa Weisweilera – centralny ośrodek szkoleniowy Niemieckiego Związku Piłki Nożnej, w którym można uzyskać licencję nauczyciela piłki nożnej, najwyższego poziomu licencji trenerskich wydawanych przez Niemiecki Związek Piłki Nożnej, a obecnie ukończenie szkolenia w akademii uprawnia do zatrudnienia jako trenera kluby piłkarskiej w trzech najwyższych klasach rozgrywkowych w Niemczech. Kursy, które odbywają się od 1947 roku, do 2011 roku były realizowane we współpracy z Niemieckim Uniwersytetem Sportowym w Kolonii (DSHS) na jego kampusie, a od 2011 roku w nowej siedzibie akademii w szkole sportowej w Hennef (Sieg). W 2005 roku akademia została nazwana imieniem wieloletniego dyrektora ośrodka – Hennesa Weisweilera.

## Fabuła
W 1947 roku, kiedy to selekcjoner reprezentacji Niemiec – Sepp Herberger zaprosił na pierwszy kurs (trwał od 3 listopada 1947 roku do 28 lutego 1948 roku) na nowo utworzonym Niemieckim Uniwersytecie Sportowym w Kolonii, Niemiecki Związek Piłki Nożnej, rozwiązany w 1940 roku, nie został jeszcze reaktywowany, jednak narodowa piłka nożna dawno zaczęła na nowo funkcjonować. Sepp Herberger został mianowany przez założyciela Niemieckiego Uniwersytetu Sportowego w Kolonii – Carla Diema na stanowisko kierownika szkolenia, które zajmował w latach 1947–1950, w tym okresie prowadził pierwsze trzy kursy, które ukończyło łącznie 95 uczestników. Po reaktywacji 1950 roku Niemieckiego Związku Piłki Nożnej, Sepp Herberger ponownie zaczął pełnić obowiązki selekcjonera reprezentacji RFN (w 1949 roku Niemcy zostały podzielone na RFN i NRD), centralny trening w Kolonii został zawieszony na kilka lat i był prowadzony w sposób zdecentralizowany przez regionalne federacje, które od tamtej pory zostały ponownie ustanowione na całym świecie. Dopiero w 1957 roku Niemiecki Związek Piłki Nożnej wznowił kursy w Niemieckim Uniwersytecie Sportowym w Kolonii i wyznaczył Hennesa Weisweilera (od 1953 roku był centralnym egzaminatorem w Niemieckim Związku Piłki Nożnej, a od 1955 roku był wykładowcą w Niemieckim Uniwersytecie Sportowym w Kolonii) na stanowisko kierownika szkolenia, które pełnił do 1970 roku i choć sam prowadził profesjonalne kluby piłkarskie w Oberlidze i Bundeslidze, nalegał na samodzielne prowadzenie dużej części kursów. Oprócz działalności dydaktycznej Hennes Weisweiler napisał także podręczniki, takie jak m.in.: „Der Fußball. Taktyka, trening, zespół” (1959), który stał się standardowym podręcznikiem dla trenerów na wszystkich poziomach ligowych.
Następcą Hennesa Weisweilera został jeden z jego pierwszych kursantów – Gero Bisanz, który przejął od niego w 1970 roku stanowisko szefa szkolenia w Niemieckim Uniwersytecie Sportowym w Kolonii, a w 1971 roku został kierownikiem szkolenia, którym był do 2000 roku (do 1980 roku zajmował stanowisko we współpracy z Karlem-Heinzem Heddergottem). Pod jego rządami w 1985 roku po raz pierwszy kurs ukończyła kobieta – Tina Theune-Meyer (w latach 1996–2005 selekcjonerka kobiecej reprezentacji Niemiec). Podobnie jak jego poprzednik – Hennes Weisweiler był autorem wielu książek specjalistycznych, w tym podręcznika pt. „Piłka nożna - technologia, taktyka, kondycja”. Inną paralelą do swoich poprzedników jest to, że jego następca, były kursant – Erich Rutemöller, który objął stanowisko 1 lipca 2000 roku po przechodzącym na emeryturę 65-letnim wówczas Gero Bisanzie. W kwietniu z okazji 50. kursu placówka została nazwana na cześć wieloletniego kierownika szkolenia – Hennesa Weisweilera. Od stycznia 2008 roku do 2018 roku kierownikiem szkolenia był Frank Wormuth. W czerwcu 2011 roku wraz z rozpoczęciem 58. kursu akademia przeniosła swoją siedzibę do szkoły sportowej w Hennef (Sieg). Od 2018 roku kierownikiem szkolenia jest Daniel Niedzkowski.

### Akademia obecnie
Szkolenie na nauczyciela piłki nożnej w akademii, które idzie w parze z przyznaniem licencji UEFA Pro, obecnie jest wymogiem obowiązkowym dla trenerów, którzy chcą prowadzić kluby piłkarskie w trzech najwyższych niemieckich ligach zawodowych (Bundesliga, 2. Bundesliga, 3. Bundesliga), a każdy klub z tych lig musi wyznaczyć trenera, który uzyska kwalifikacje w wyniku szkolenia w akademii. Warunkiem dopuszczenia do treningu jest m.in.: licencji A jako trenera DFB i minimum roczna aktywność trenerska w lidze regionalnej lub w wyższej (lub w Oberlidze).
Szkolenie jest oferowane przez Niemiecki Związek Piłki Nożnej (we współpracy z Niemieckim Uniwersytetem Sportowym w Kolonii raz w roku, trwa 44 tygodnie (ok. 11 miesięcy) i jest prowadzone z udziałem maksymalnie 24 osób. Pod względem merytorycznym obejmuje obszary tematyczne z teorii piłki nożnej, nauk o treningu, medycyny sportowej, psychologii sportu, pedagogiki sportu, a także specjalistyczne dziedziny związane z dzisiejszą zawodową piłką nożną. Ponadto staż kończy się w klubie Bundesligi i regionalnym stowarzyszeniu Niemieckiego Związku Piłki Nożnej.

## Kierownicy szkolenia jako nauczyciele piłki nożnej w DFB
- 1947–1950: Sepp Herberger
- 1957–1970: Hennes Weisweiler
- 1971–2000: Gero Bisanz
- 2000–2007: Erich Rutemöller
- 2008–2018: Frank Wormuth
- od 2018: Daniel Niedzkowski